# Jean-Philippe Paré
Jean-Philippe Paré (né le 9 octobre 1979 à Longueuil, dans la province de Québec, au Canada) est un joueur professionnel canadien de hockey sur glace.

## Biographie
Jean-Philippe Paré fait ses débuts avec l'équipe junior de la Ligue de hockey junior majeur du Québec des Cataractes de Shawinigan lors de la saison 1995-1996 ; il connaît sa meilleure saison junior en 1998-1999. Les Cataractes terminent en tête de la division Lebel et sont ainsi qualifiés directement pour les demi-finales de division en évitant le premier tour. À la surprise générale, l'équipe de Paré est éliminée en six matchs par les Olympiques de Hull, sixièmes de la division lors de la saison régulière. En soixante-neuf matchs joués lors de la saison régulière, Paré est le meilleur pointeur avec cent-trois réalisations. Mike Ribeiro, joueur des Huskies de Rouyn-Noranda, est le meilleur pointeur de la LHJMQ avec 167 points.
Paré joue une dernière saison avec les Cataractes en 1999-2000 alors que ces derniers finissent premiers de la division Centrale dans la conférence Lebel puis passent le premier tour des séries en six matchs. Les Voltigeurs de Drummondville éliminent Paré et les siens au second tour en sept matchs.
Entre 2000 et 2003, Paré suit des cours à l'Université du Québec à Trois-Rivières et joue pour l'équipe de l'université dans les compétitions de Sport interuniversitaire canadien. Il joue par la suite une saison en 2003-2004 avec le club de Hokki Kajaani dans la deuxième division de Finlande.
En 2004, il rejoint les Dragons de Rouen en France ; malgré une première place pour les Dragons à la fin de la saison régulière 2004-2005, ils sont éliminés en demi-finale des séries contre les Scorpions de Mulhouse, futurs champions de France. Paré se blesse au cours des séries et ne peut totalement aider son équipe. En cours de saison, il participe avec les Dragons à la conquête de la Coupe de France avec une victoire 4-3 en finale contre les Diables rouges de Briançon.
Le 29 octobre 2012, il signe un contrat avec le Cool FM 103,5 de Saint-Georges de la Ligue nord-américaine de hockey.

## Statistiques
| Saison    | Équipe                         | Ligue             |    | Saison régulière | Saison régulière | Saison régulière | Saison régulière | Saison régulière |   | Séries éliminatoires | Séries éliminatoires | Séries éliminatoires | Séries éliminatoires | Séries éliminatoires |
| Saison    | Équipe                         | Ligue             | PJ | B                | A                | Pts              | Pun              | PJ               | B | A                    | Pts                  | Pun                  |                      |                      |
| 1995-1996 | Cataractes de Shawinigan       | LHJMQ             | 68 | 16               | 19               | 35               | 8                | 6                | 0 | 1                    | 1                    | 0                    |                      |                      |
| 1996-1997 | Cataractes de Shawinigan       | LHJMQ             | 56 | 13               | 25               | 38               | 32               | 7                | 3 | 3                    | 6                    | 2                    |                      |                      |
| 1997-1998 | Cataractes de Shawinigan       | LHJMQ             | 70 | 31               | 41               | 72               | 48               | 6                | 3 | 1                    | 4                    | 4                    |                      |                      |
| 1998-1999 | Cataractes de Shawinigan       | LHJMQ             | 69 | 36               | 67               | 103              | 72               | 6                | 3 | 5                    | 8                    | 6                    |                      |                      |
| 1999-2000 | Cataractes de Shawinigan       | LHJMQ             | 72 | 32               | 60               | 92               | 99               | 13               | 6 | 13                   | 19                   | 8                    |                      |                      |
| 2000-2001 | Patriotes de l’UQTR            | SIC               | 24 | 16               | 32               | 48               | 10               |                  |   |                      |                      |                      |                      |                      |
| 2001-2002 | Patriotes de l’UQTR            | SIC               | 29 | 20               | 28               | 48               | 60               |                  |   |                      |                      |                      |                      |                      |
| 2002-2003 | Patriotes de l’UQTR            | SIC               | 24 | 17               | 31               | 48               | 47               |                  |   |                      |                      |                      |                      |                      |
| 2003-2004 | Hokki Kajaani                  | Mestis            | 45 | 11               | 26               | 37               | 82               | 4                | 1 | 2                    | 3                    | 14                   |                      |                      |
| 2004-2005 | Dragons de Rouen               | Ligue Magnus      | 28 | 12               | 18               | 30               | 22               | 8                | 1 | 5                    | 6                    | 2                    |                      |                      |
| 2005-2006 | HC La Chaux-de-Fonds           | LNB               | 42 | 25               | 30               | 55               | 72               |                  |   |                      |                      |                      |                      |                      |
| 2005-2006 | SC Langenthal                  | LNB               | -  | -                | -                | -                | -                | 5                | 2 | 7                    | 9                    | 2                    |                      |                      |
| 2006-2007 | HK Jesenice                    | EBEL              | 54 | 25               | 21               | 46               | 58               |                  |   |                      |                      |                      |                      |                      |
| 2007-2008 | HC TWK Innsbruck               | EBEL              | 44 | 15               | 33               | 48               | 34               | 3                | 2 | 0                    | 2                    | 2                    |                      |                      |
| 2008-2009 | HK Jesenice                    | EBEL              | 54 | 21               | 22               | 43               | 59               | 4                | 2 | 2                    | 4                    | 38                   |                      |                      |
| 2008-2009 | HK Jesenice                    | Državno Prvenstvo | -  | -                | -                | -                | -                | 6                | 0 | 3                    | 3                    | 2                    |                      |                      |
| 2009-2010 | Graz 99ers                     | EBEL              | 54 | 18               | 36               | 54               | 40               | 6                | 3 | 1                    | 4                    | 2                    |                      |                      |
| 2010-2011 | Graz 99ers                     | EBEL              | 54 | 11               | 26               | 37               | 20               | 4                | 0 | 3                    | 3                    | 2                    |                      |                      |
| 2011-2012 | Dragons de Rouen               | Ligue Magnus      | 26 | 9                | 24               | 33               | 24               | 15               | 4 | 6                    | 10                   | 12                   |                      |                      |
| 2012-2013 | Cool FM 103,5 de Saint-Georges | LNAH              | 36 | 16               | 38               | 54               | 12               | 4                | 1 | 3                    | 4                    | 4                    |                      |                      |
| 2013-2014 | Cool FM 103,5 de Saint-Georges | LNAH              | 31 | 8                | 24               | 32               | 21               | 3                | 0 | 1                    | 1                    | 4                    |                      |                      |